# 1938年のラジオ (日本)
1938年のラジオ (日本)では、1938年の日本のラジオ番組、その他ラジオ界の動向について記す。

## 主なその他ラジオ関連の出来事
- 2月26日 - 日本放送協会が釧路で放送開始。
- 8月7日 - 日本放送協会が盛岡で放送開始。

## 主な放送番組

### 開始番組

#### 1938年1月放送開始
東京中央放送局第1放送
- 10日 - 特別講演[1]

#### 1938年2月放送開始
東京中央放送局第2放送
- 12日 - 教化演芸[1]

#### 1938年4月放送開始
東京中央放送局第1放送
- 3日 - 週間を顧みて[1]

#### 1938年5月放送開始
東京中央放送局第1放送
- 18日 - 国民詩曲[1]

#### 1938年7月放送開始
東京中央放送局第1放送
- 18日 - ラヂオ時局読本[1]

#### 1938年9月放送開始
東京中央放送局第1放送
- 6日 - 青年の時間[2]
- 12日 - 防災訓練注意事項[2]

#### 1938年10月放送開始
東京中央放送局第1放送
- 9日 - 戦局展望[2]

東京中央放送局第2放送
- 1日 - 店員の時間[2]